# Lilla Mellsjön, Blekinge
Lilla Mellsjön är en sjö i Karlshamns kommun i Blekinge och ingår i Mieåns huvudavrinningsområde. Sjön är 4,7 meter djup, har en yta på 0,0159 kvadratkilometer och är belägen 90 meter över havet.